# Винничевский, Владимир Георгиевич
Влади́мир Гео́ргиевич Винниче́вский (8 июня 1923, Верхняя Салда или Свердловск, Екатеринбургская губерния, РСФСР, СССР — 11 ноября 1940, Свердловская область, РСФСР, СССР) — самый молодой из известных советских серийных убийц. Осуждён за 18 нападений на детей в возрасте от 2 до 4 лет в 1938—1939 годах в Свердловске, Нижнем Тагиле и Кушве, 8 из которых завершились убийствами. Винничевский был приговорён к смертной казни и расстрелян 11 ноября 1940 года, в возрасте 17 лет и 5 месяцев.

## Ранние годы

Дом Винничевских (слева). Свердловск (начало 1940-х годов)

Родился 8 июня 1923 года. Отец — Георгий Иванович, мастер в городском коммунальном хозяйстве Свердловска. Мать — Елизавета Петровна, счетовод. Семья проживала в отдельном частном доме в центре Свердловска. Семья Винничевского была по советским меркам того времени обеспеченной: у Владимира имелся костюм, танковый шлем, швейцарский перочинный нож, кожаная обувь. Сам Винничевский учился в 7 классе в школе Свердловска № 16. Успеваемость у него была низкая — Владимир оставался на второй год. Однако Винничевский увлекался пением и не потерял интерес к нему.

## Убийства

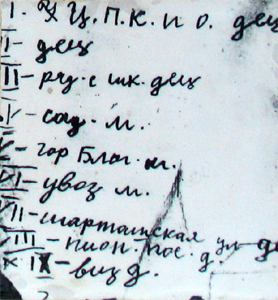
Список жертв, который Винничевский вёл в ходе убийств, шифруя информацию

Первым эпизодом стало убийство 4-летней Герты Грибановой, совершённое летом или в начале осени 1938 года в Свердловске. Винничевский вошёл во двор частного дома, где жили Грибановы, отвёл девочку в огород, где душил её, а затем нанёс Герте в область головы не менее восьми ударов кухонным ножом, причём сломал нож, оставив осколок в черепе жертвы. От сломанного ножа Винничевский избавился и в дальнейшем пользовался для совершения преступлений отвёрткой и складным ножом. Помимо ударов ножом, преступник также вырезал девочке часть руки и ноги. На причастность к убийству Грибановой проверялись её родственники, соседи и местные хулиганы, однако найти виновного не удалось.

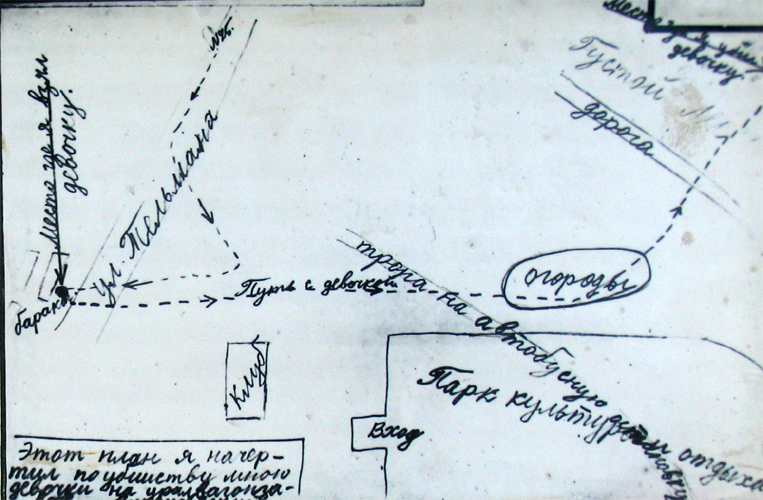
Собственноручно составленный Винничевским план похищения и убийства Маргариты Фоминой в Нижнем Тагиле (материалы уголовного дела)

Хотя большинство нападений Винничевский совершил в Свердловске, он совершил выезды в другие города Свердловской области, одно нападение было им совершено в Нижнем Тагиле, а ещё — в Кушве. Винничевский нападал как на мальчиков, так и на девочек. Мотивом нападения было совершение сексуального акта с жертвами, зачастую посмертного. После завершения акта Винничевский душил жертву, а иногда добивал её холодным оружием.
Убийство Герты Грибановой дало следователям улику — череп девочки с застрявшим в нём обломком ножа. Тело девочки следственные органы обезглавили: череп оставили как улику, а остальное выдали родителям ребёнка для захоронения. Расчёт был, что убийца будет вновь использовать тот кухонный нож, которым лишил жизни Грибанову. Однако это предположение не сбылось.
Похищая детей, Винничевский проявлял дерзость — маньяк уводил жертв посреди дня из достаточно людных мест, при этом действовать ему надо было быстро, родители отлучались от них ненадолго и быстро начинали поиски.
Пятой жертвой Винничевского стал мальчик. Убийца предложил 4-летнему Борису Титову покататься на санках, завёз его на пустырь, где после нападения выбросил в сугроб. Санки Винничевский предусмотрительно забрал с собой. Однако Бориса спасли, и он сообщил следователям первую информацию об убийце.
Седьмое нападение Винничевский совершил на 3-летнюю Екатерину Лобанову в Кушве. Девочку он убил, а тело выбросил в выгребную яму, чтобы скрыть запах разложения. Далее была похищена 3-летняя Аля Губина, которой убийца нанёс несколько ударов ножом. После этого убийца выбросил девочку, но она выжила, так как её быстро начали искать.
В зависимости от времени года Винничевский выбирал разные способы сокрытия тел своих жертв: зимой закапывал в сугроб, осенью и летом заваливал ветками, травой, листьями.

## Арест
Несмотря на единый почерк, преступления были связаны между собой не сразу из-за своей различной географии. При этом родители не всегда обращались в милицию, а следователи допускали ошибочные предположения относительно личности убийцы. Они были уверены, что убийца был ранее судим, рассматривался мотив о личной мести. Предполагали, что убийце лет 20—25 и что он внешне похож на подростка. Лишь в конце весны 1939 года следователи поняли, что все криминальные происшествия с детьми — дело рук одного и того же преступника. В 1939 году Свердловск наводнили скрытые милицейские патрули, было арестовано более трёхсот человек.
24 октября 1939 года Винничевский в ходе совершения преступления был задержан тремя курсантами Свердловской школы рабоче-крестьянской милиции: Поповым, Ангеловым и Крыловым. Винничевский ранее увёл трёхлетнего Славу Волкова от подъезда дома, в котором тот проживал. Он сел с мальчиком в трамвай, доехал до остановки «Медный рудник» на окраине района Уралмаш и понёс заснувшего ребёнка на руках к близлежащему лесному массиву. Курсанты, ранее участвовавшие в патрулировании и знакомые с ориентировкой на похитителя детей, незаметно проследили за подозрительным подростком. Винничевский был задержан ими в тот момент, когда начал душить мальчика. Таким образом Слава Волков был спасён, а преступник лишился возможности придумать правдоподобное некриминальное объяснение своих действий, поскольку во время попытки удушения оставил хорошо заметные следы ногтей на шее потерпевшего.

## Следствие, суд и приговор

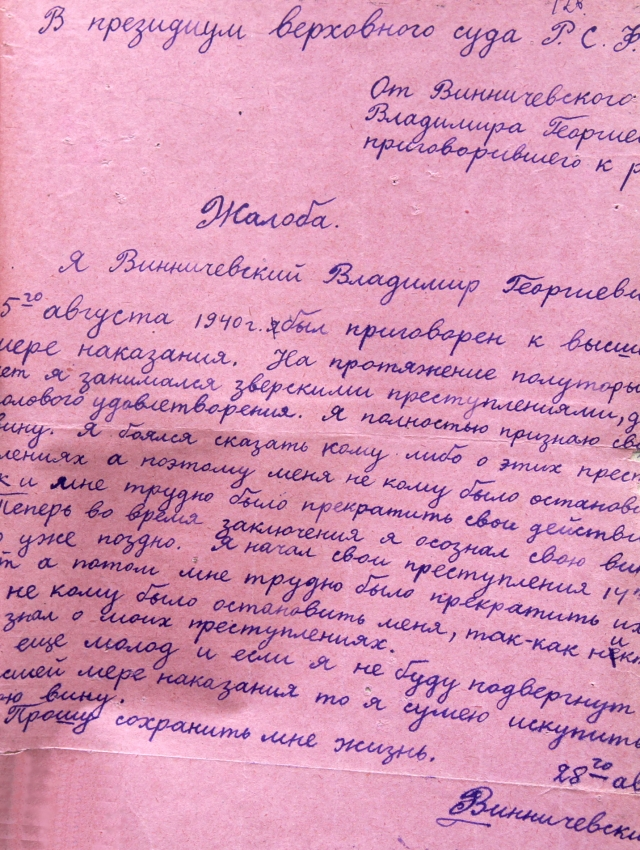
Жалоба Винничевского на приговор в президиум Верховного суда РСФСР, 28 августа 1940 года

В ходе следствия Винничевский признался в убийствах, причём оказалось, что он фиксировал все эпизоды на бумаге, шифруя текст.
Родители Винничевского принесли в областную газету «Уральский рабочий» заявление такого содержания:

Мы, родители, отрекаемся от такого сына и требуем применить к нему высшую меру — расстрел. Таким выродкам в советской семье жизни быть не может.
1 ноября 1939 г. 12 часов дня
Доктор юридических наук А. С. Смыкалин подчёркивает, что суд над Винничевским проходил, когда за определённые статьи советское законодательство предусматривало смертную казнь для несовершеннолетних, достигших 12-летнего возраста.
16 января 1940 года Винничевский был приговорён судом к расстрелу. При этом статья 136 действовавшего тогда Уголовного кодекс РСФСР 1926 года предусматривала в качестве наказания за убийства лишь до десяти лет лишения свободы, а расстрел — только для военнослужащих, совершивших убийство при особо отягчающих обстоятельствах. Потому Винничевский, несмотря на то, что он действовал в одиночку, был осужден не по статье об убийстве, а по статье о бандитизме (статья 59-3 УК РСФСР), которая предусматривала расстрел. 
По требованию адвоката, Винничевскому была назначена психиатрическая экспертиза в НИИ имени Сербского. Экспертиза признала Винничевского вменяемым, и 5 августа 1940 года по его делу состоялось повторное судебное заседание, вновь вынесшее расстрельный приговор. 28 августа 1940 года датирована жалоба Винничевского в президиум Верховного суда РСФСР, в которой он признаёт свои преступления, но просит сохранить ему жизнь.
В помиловании Винничевскому было отказано, и 11 ноября 1940 года, в возрасте 17 лет, он был расстрелян.

## Место захоронения
Обстоятельства приведения в исполнение смертных приговоров являются конфиденциальной информацией, тела казнённых не выдаются родственникам для погребения, о месте захоронения родственникам не сообщается, поэтому трупы казнённых похоронены в специальных секретных местах.
Вероятно, Винничевский захоронен на 12 километре Московского тракта. Это единственное известное место захоронения казнённых в Свердловской области в 1930-е годы. Советские органы при захоронении тел казнённых не делили их по статьям, за которые они были приговорены к расстрелу. Поэтому в одной братской могиле оказывались казнённые как по политическим мотивам, так и по уголовным статьям, как Винничевский. В 1990-е годы захоронение на 12 километре Московского тракта было превращено в мемориальный комплекс памяти жертв репрессий 1920—1950-х годов. 20 ноября 2017 года на этом комплексе был открыт памятник «Маски скорби: Европа-Азия» работы школьного друга Винничевского скульптора Эрнста Неизвестного.

## Материалы дела Винничевского и публикации о нём
Уголовное дело Винничевского имеет № 434. Согласно ответу Государственного архива Свердловской области (на иллюстрации), четыре тома уголовного дела в отношении Винничевского Владимира Георгиевича, рассмотренного Свердловским областным судом в 1940 году, были переданы в архив в 1991 году и с тех пор находятся в открытом доступе.
В музее Главного управления МВД России по Свердловской области имеется фотоэкспозиция, посвящённая Винничевскому: на ней проводят семинары для обучения будущих юристов.
В январе 2018 года А. И. Ракитин в формате «книга по требованию» опубликовал двухтомник, посвящённый Винничевскому под названием «Уральский Монстр. Хроника разоблачения самого таинственного серийного убийцы Советского Союза». В данной книге автор выдвинул конспирологическую гипотезу, что у Винничевского был взрослый сообщник. Ракитин также обратил внимание на то, что скульптор Эрнст Неизвестный был хорошо знаком и дружил с Винничевским (а также был одним из подозреваемых до поимки официально признанного убийцы), чем спровоцировал интерес СМИ к установке памятника «Маски скорби» авторства Неизвестного на предполагаемом месте захоронения Винничевского.

## В массовой культуре
- Документальный фильм «Дьявол во плоти» из цикла «Следствие вели» (2019)[15]
- Подкаст «Дела № 15», выпуск «Маньяк из детства» (Саша Сулим, Гурам Амарян, Ахшар Хох) (2023)
- Подкаст "Дневники Лоры Палны", выпуск "Уральский монстр" (2021)
- Документальный фильм "Самый молодой маньяк СССР. Школьник убийца." (Сергей Исупов)